# Alue Sungai Pinang
Alue Sungai Pinang is een bestuurslaag in het regentschap Aceh Barat Daya van de provincie Atjeh, Indonesië. Alue Sungai Pinang telt 2609 inwoners (volkstelling 2010).